# Jan Sikora (filozof)
Jan Sikora (ur. 1 czerwca 1930 w Markowiźnie, zm. 6 marca 1991 w Olsztynie) – polski filozof i działacz partyjny, rektor Wyższej Szkoły Nauczycielskiej (Pedagogicznej) w Olsztynie (1969–1975, 1983–1986), konsul generalny PRL w Lille (1975–1981).

## Życiorys
Mieszkał w Krzywej Wsi. Uczył się w szkole powszechnej, następnie po wybuchu wojny w grupach samokształceniowych. Później kształcił się w Liceum Ogólnokształcącym w Nisku. Działał w Związku Młodzieży Wiejskiej RP „Wici” (1947–1948) oraz w Związku Młodzieży Polskiej (1948–1955).
W 1950 rozpoczął studia I stopnia na Wydziale Dyplomatyczno-Konsularnym Akademii Nauk Politycznych (przekształconej w tym samym roku w Szkołę Główną Służby Zagranicznej), ukończył je w 1954. W 1955 uzyskał tytuł magistra historii na Wydziale Historycznym Uniwersytetu Warszawskiego, a w 1958 magistra filozofii na Wydziale Filozofii UW. Na Uniwersytecie Paryskim odbył staż (1960/61), po czym w 1962 uzyskał tamże doktorat nauk humanistycznych na podstawie napisanej pod kierunkiem Władysława Krajewskiego rozprawy Stosunek neopozytywizmu do metafizyki. 19 listopada 1974 otrzymał w Instytucie Filozofii Instytutu Pedagogicznego im. Lenina w Moskwie stopień doktora nauk filozoficznych na podstawie rozprawy Tvorčeskij marksizm i revizionizm (Teoretiko-funkcjonal’nyj analiz), w Polsce nostryfikowany jako równorzędny stopniowi doktora habilitowanego nauk filozoficznych.
Był zastępcą asystenta Katedrze Podstaw Marksizmu–Leninizmu przy SGSZ (1951–1954) i asystentem w Katedrze Podstaw Marksizmu–Leninizmu UW (1954–1955). Od 1955 mieszkał w Olsztynie, gdzie zorganizował Katedrę Filozofii w miejscowej Wyższej Szkole Rolniczej. Na tej uczelni w latach 1958–1969 był kolejno szefem Zakładu Podstaw Filozofii i Katedry Ekonomii Politycznej, a następnie wicedyrektorem Instytutu Nauk Społeczno–Politycznych WSR. Prowadził wykłady zlecone z filozofii na Uniwersytecie Mikołaja Kopernika w Toruniu (1967–1969). W marcu 1969 powierzono mu został utworzenie Wyższej Szkoły Nauczycielskiej w Olsztynie (od 1974 Wyższej Szkoły Pedagogicznej), gdzie następnie pełnił funkcję rektora w kadencjach: 1969–1972, 1972–1975, 1983–1984, 1984–1986. Równocześnie pozostawał kierownikiem Zakładu Nauk Filozoficzno-Społecznych. Od 1 października 1975 do 1 września 1980 pełnił funkcję konsula generalnego w Lille. Powrócił następnie do Olsztyna i w latach 1983–1986 po raz ostatni kierował tamtejszą WSP, od 1981 także Zakładem Nauk Filozoficzno-Społecznych. Od 1989 przebywał na urlopie naukowym, a następnie zdrowotnym.
Opublikował kilkadziesiąt artykułów (m.in. w „Studiach Filozoficznych” i „Ruchu Filozoficznym”) i kilka książek dotyczących głównie filozofii marksistowskiej, np. O przedmiocie filozofii (Olsztyn, 1959), poglądów Johanna Gottfrieda Herdera. Owocem jego pobytu w Lille była praca Ewolucja Polonii francuskiej (1988).
Od 1950 działacz Polskiej Zjednoczonej Partii Robotniczej. Był m.in. członkiem egzekutywy OOP przy Wydziale Dyplomatyczno–Konsularnym SGSZ (1950–1953), I sekretarzem Komitetu Uczelnianego przy WSR (1961–1964), zastępcą członka i członkiem (1971–1975) Komitetu Wojewódzkiego PZPR w Olsztynie oraz i sekretarzem Komitetu Uczelnianego przy WSP. Działał w różnych organizacjach społecznych, m.in. jako prezes zarządu okręgowego (1970–1975) oraz wojewódzkiego (1981–1985) Polskiego Towarzystwa Turystyczno-Krajoznawczego, a także członek Prezydium Zarządu Głównego PTTK. W 1962 założył olsztyńskie koło Polskiego Towarzystwa Filozoficznego.

## Życie prywatne
Urodził się w ubogiej chłopskiej rodzinie Franciszka i Stefanii z domu Smolak. W 1955 wziął ślub z Aleksandrą Haliną Sikorą, wykładowczynią ART w Olsztynie. Byli rodzicami Wandy i Janusza.
Pochowany na cmentarzu w Olsztynie-Gutkowie.

## Odznaczenia i wyróżnienia
- Krzyż Oficerski Orderu Odrodzenia Polski[1]
- Krzyż Kawalerski Orderu Odrodzenia Polski[1]
- Odznaka tytułu honorowego „Zasłużony Nauczyciel Polskiej Rzeczypospolitej Ludowej”[1]
- Nagroda ministra za działalność dydaktyczno-wychowawczą (pięciokrotnie)[1]